# Owen Williams

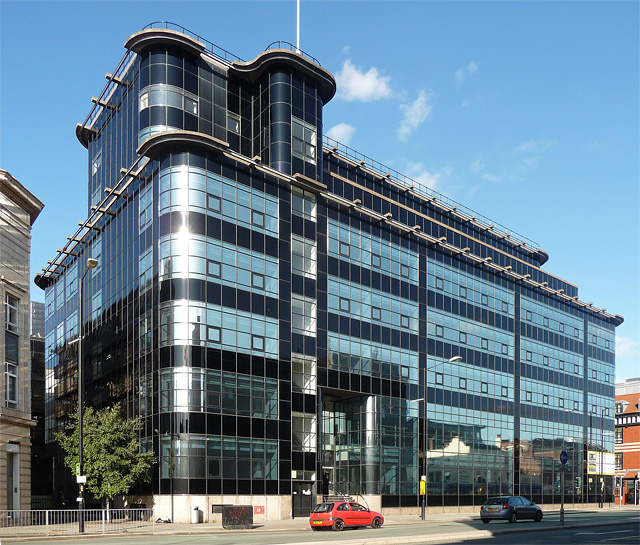
Daily Express Building (1936-1939), Mánchester

Evan Owen Williams (Tottenham, 20 de marzo de 1890-Hemel Hempstead, 23 de mayo de 1969) fue un arquitecto, ingeniero y diseñador británico de estilo racionalista. Especializado en estructuras de hormigón armado, fue uno de los principales especialistas en este tipo de construcciones en el período de entreguerras.

## Trayectoria
Estudió en la Universidad de Londres. En 1912 entró a trabajar en la Trussed Concrete Company. En 1919 creó su propia compañía, Williams Concrete Structures.
En 1921 fue nombrado consultor de la British Empire Exhibition que se celebró en Wembley entre 1924 y 1925, entrando en contacto con sus arquitectos, John Simpson y Maxwell Aryton, con los que colaboró más adelante en varios proyectos, como el Wembley Stadium (1921–1924).
Una de sus primeras obras de relevancia fue el edificio del diario Daily Express en Londres (1929-1930), en colaboración con el estudio arquitectónico Ellis & Clarke, mientras que del vestíbulo, de estilo art déco, se encargó Robert Atkinson. Se trata de un edificio con estructura de hormigón armado y fachadas de vidrio tintado de negro, con una dirtribución racional del espacio interior. Para el mismo diario construyó las sedes de Mánchester (1936-1939) y Glasgow (1936-1939), de parecida estructura. El Daily Express Building de Mánchester fue aclamado como uno de los mejores edificios modernos de los años 1930 en su país.
Otra obra relevante la fábrica farmacéutica Boots de Beeston, Nottinghamshire (1930-1932), que destaca por su profusa utilización del muro cortina y por sus columnas de hormigón con forma de árbol. Le siguió el Pioneer Health Centre de Peckham (1933-1935), una clínica con piscina de una modernidad casi utópica.
Entre sus últimas obras se encuentran: la sede de la dirección de mantenimiento de la British Overseas Airways Corporation en el aeropuerto de Heathrow (1950-1955) y la ampliación del Museo de Bellas Artes de Phoenix, Arizona (Estados Unidos).